# Paederus balcanicus
Paederus balcanicus – gatunek chrząszcza z rodziny kusakowatych i podrodziny żarlinków.
Chrząszcz o wydłużonym i lekko wypukłym ciele długości od 7,5 do 8,5 mm. Głowa jest nie więcej niż półtora raza szersza niż jej długość zmierzona od przedniej krawędzi oka do szyi. W widoku od góry skroń jest dwukrotnie dłuższa niż oko. Ku tyłowi obrys głowy jest bardzo silnie zwężony. Czułki są smukłe i długie, o zaczernionych wierzchołkach. Żuwaczki są ubarwione żółto. Przedplecze jest co najwyżej nieco węższe od pokryw, o brzegach bocznych nieobrębionych i ku tyłowi zbieżnych. Pokrywy są wyraźnie dłuższe od przedplecza, nierozszerzone ku tyłowi, zaopatrzone w wyraźnie barki. Odnóża mają zaczernione szczyty ud, czerwonożółte golenie i zaczernione wierzchołki poszczególnych członów stóp. Punkty na odwłoku są rozmieszczone rzadziej niż u podobnego żarlinka gromadnego.
Owad znany z Francji, Niemiec, Austrii, Włoch, Polski, Czech, Słowacji, Węgier, Ukrainy, Rumunii, Bułgarii, Chorwacji, Bośni i Hercegowiny, Serbii, Czarnogóry, Albanii, Macedonii, Grecji, południowej Rosji i Bliskiego Wschodu. Zasiedla błotniste pobrzeża wód.